# 임용길
임용길(任龍吉, 일본식 이름: 豊川龍吉도요카와 류키쓰, 1898년 5월 4일 ~ 1979년 7월 10일)은 일제강점기와 대한민국의 언론인으로, 본관은 풍천이며 본적은 평안북도 영변군 영변면이다.

## 생애
1918년 평양고등보통학교 사범과를 졸업했고 1920년 부산공립보통학교 훈도(訓導)를 역임했다. 1920년 9월 18일 부산에서 민족부활단결사대 명의로 친일파 처단 경고문을 발송한 혐의로 체포되었으며 1921년 4월 대구복심법원으로부터 징역 3년을 선고받고 복역하게 된다. 1923년 4월 20일 출소했고 1924년 부산청년회 사회부 간사를 역임했다. 1925년 7월 19일 보천교 박멸을 위한 활동을 벌이던 중에 체포되었으며 1925년 9월 부산지방법원으로부터 소요죄로 기소되어 징역 1년 6개월을 선고받고 복역하게 된다.
1927년 신간회에 가입했으며 1930년 1월 자신의 형제들과 함께 학실양행을 운영하였다. 1930년 10월 11일 신간회 부산지회 대표로 선출되었으며 1930년 12월 6일 집행위원장으로 선출되었다. 1932년 11월 6일부터 1934년 3월 23일까지 동아일보 울산지국장을 역임했고 1934년 4월 일본 나고야에서 동해상업학교 교원, 동아일보 및 조선신문 나고야 지국에서 근무했다.
1935년 1월 《동아신문(東亞新聞)》을 발간한 이래 편집인(1935년 1월 ~ 1936년 12월)과 사장(1935년 1월 ~ 1936년 12월, 1938년 1월 ~ 1943년 10월)을 지냈다. 1939년 12월 1일 동아신문사를 주식회사 형태로 설립했으며 1941년 9월 동아신문을 나고야 일보에 합병시켰다. 《동아신문》에 실린 사설을 통해 일본의 황민화 정책을 선전했으며 저서 《내선일체의 재인식》(1938년 8월 20일 발행), 《적성의 대륙》(1943년 7월 4일 발행) 등을 집필하고 일본의 침략 전쟁을 지원하는 각종 행사를 개최하는 등 내선일체 사상과 지원병, 징병 제도를 선전했다.
1940년 제1차·제2차 황군 위문 현지 시찰에 참여한 소감을 적은 글인 《대동아 건설의 태동》(1940년)을 집필했고 제3차(1941년 4월 20일 ~ 1941년 5월 11일)·제4차(1942년 12월 11일 ~ 1943년 1월 24일) 황군 위문 대륙 현지 시찰에 참여하기 위해 중국 현지를 시찰했다. 1942년 4월 5일 일본 중의원 의원 선거에서 아이치현 제1선거구 후보로 출마했지만 낙선했으며 1945년 1월 20일에 결성된 일본의 전쟁 협력 단체인 일심회에서 간사이 상무집행위원으로 활동했다. 광복과 함께 귀국한 뒤부터 동아시보 사장을 역임했다.

## 사후
1982년 8월 14일 대한민국 정부가 민족부활단결사대와 부산청년회, 신간회 활동 등을 근거로 독립유공 대통령 표창을 추서했고 1990년 건국훈장 애족장을 추서했지만 2011년 4월 5일 그의 친일 행적을 확인한 대한민국 국가보훈처가 서훈 취소 결정을 내렸다. 또한 민족문제연구소의 친일인명사전 수록자 명단의 해외 부문, 친일반민족행위진상규명위원회가 발표한 친일반민족행위 705인 명단에도 포함되었다.

## 참고자료
- 친일반민족행위진상규명위원회 (2009). 〈임용길〉. 《친일반민족행위진상규명 보고서 Ⅳ-15》. 서울. 167~185쪽.